# Anton Fils
Anton Fils (Eichstätt, Beieren, 22 september 1733 - Mannheim, 14 maart 1760) - ook wel Fieltz of Filtz - was een Duits componist die tot de zogenoemde late Mannheimers behoorde.
Anton Fils was de zoon van een cellist aan het bisschoppelijke hof in Eichstätt. Na zijn opleiding aan het gymnasium schreef hij zich in als student in de rechten aan de universiteit van Ingolstadt. In 1754 werd hij benoemd als cellist aan de toen al beroemde Mannheimer Hofkapelle. Ondanks zijn vroege dood liet hij een verrassend groot aantal werken na. Naast een achttal missen en enkele andere religieuze werken, schreef hij kamermuziek, soloconcerten en meer dan dertig symfonieën die volgens de musicus en tijdgenoot Christian Schubart tot de beste behoorden die ooit waren gecomponeerd. Net als het werk van zijn collega's waren de symfonische werken vermoedelijk bedoeld om door de Hofkapelle te worden uitgevoerd.
In 1757 trouwde hij met Elisabeth Range. Uit dit huwelijk werd een dochter geboren: Anna Margaretha.
De muziek van Fils wordt vermeld in nummer 51 van de muzikale collectie Fredmans Epistlar van Carl Michael Bellman. Volgens een aantekening in de editie uit 1861 zou hij gestorven zijn doordat hij de gewoonte had, levende spinnen te eten, waarvan hij beweerde dat ze als aardbeien smaakten.
- Biblioteca Nacional de España: XX1775090
- Bibliothèque nationale de France: cb14804806b (data)
- CiNii: DA10737778
- Gemeinsame Normdatei: 118687212
- International Standard Name Identifier: 0000 0001 0813 9988
- Library of Congress Control Number: n83151256
- Nationale Bibliotheek van Letland: 000302923
- MusicBrainz: 543a42f3-8d68-4692-a64f-ad842b3d11e3
- Nationale Bibliotheek van Tsjechië: jn20000620075
- Nationale bibliotheek van Australië: 36041287
- Nationale Bibliotheek van Israël: 987007284211205171
- Nationale Bibliotheek van Polen: a0000001934897
- Nederlandse Thesaurus van Auteursnamen: 096420235
- Réseau des bibliothèques de Suisse occidentale: 02-A000062784
- LIBRIS: 213987
- SNAC: w6251hq5
- Système universitaire de documentation: 142706477
- Trove: 1198067
- Virtual International Authority File: 24801562
- WorldCat: E39PBJrWxgx3XbhyhWwMXhttKd